# 알렉세이 스타하노프

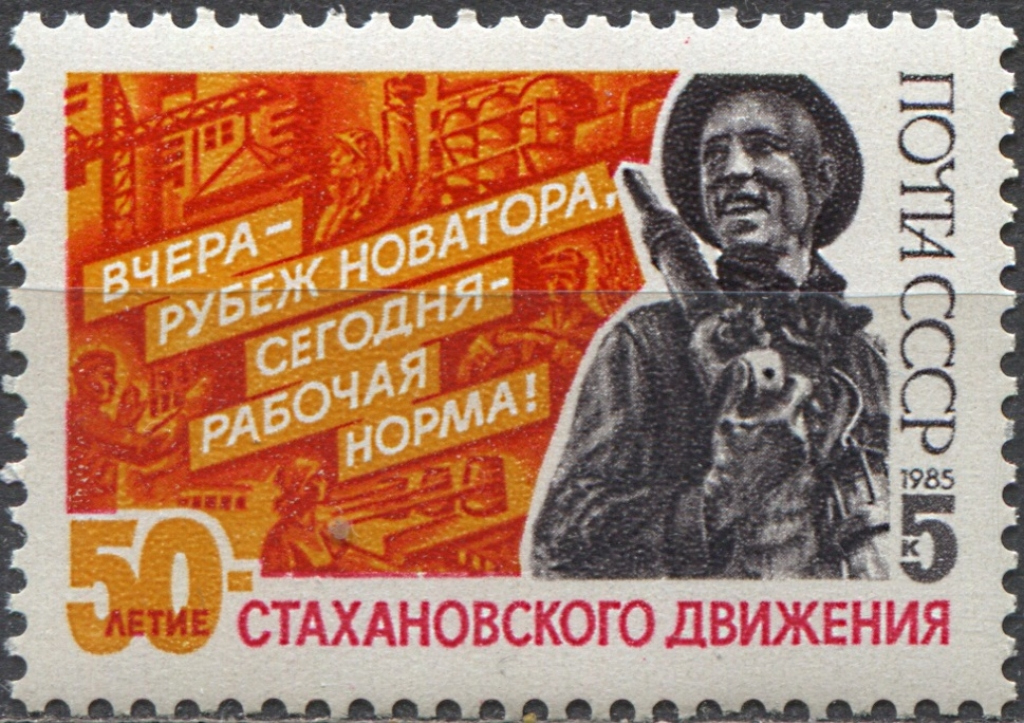
스타하노프 운동 50주년 기념 우표

알렉세이 그리고리예비치 스타하노프(러시아어: Алексей Григорьевич Стаханов, 문화어: 알렉쎄이 쓰따하노브, 1906년 1월 3일 ~ 1977년 11월 5일)는 소련의 광부이자 사회주의 노력 영웅이고 소련 공산당원이다. 알렉세이 그리고리예비치 스타하노프는 1935년 노동 생산성을 높이고 계획경제 시스템의 우수성을 홍보하고자 추진된 운동을 상징하는 사람으로서 일약 유명한 인사가 되었다.
알렉세이 그리고리예비치 스타하노프는 오룔주 인근의 루고바야에서 출생했다. 1927년에 알렉세이 그리고리예비치 스타하노프는 돈바스 지역 카디옙카에 있던 첸트랄나야-이르미노(Центральная-Ирмино) 광산에서 일하기 시작했고 1933년에는 착암기 기사가 되었다. 1935년에 알렉세이 그리고리예비치 스타하노프는 지역 광산학 교육과정을 수료했다. 1935년 8월 31일에 알렉세이 그리고리예비치 스타하노프는 다른 사람에게 기대지 않고 혼자서 고안한 채탄 공정 혁신을 이용해 5시간 45분 만에 석탄 102톤을 채굴하였다고 언론에 보도되었다. 이것은 당시 작업 기준량(노르마, норма)인 1교대 시간당 6.5돈에서 7톤에 비해 14배가 넘는 양이었다. 다음 날 이 세계 신기록 소식을 접한 중공업 인민 위원 세르고 오르조니키제는 알렉세이 그리고리예비치 스타하노프를 스탈린이 표방한 '새로운 인민'의 표상으로 이용하라고 명령했다. 이에 따라 〈프라우다〉는 9월 8일에 이른바 스타하노프 운동의 시작을 알리는 특집 기사를 게재했다. 알렉세이 그리고리예비치 스타하노프의 기록 경신도 이어져서 9월 9일에는 1교대 시간에 석탄 175톤을 채굴하는 기록을, 이어 9월 19일에는 석탄 227톤을 채굴하는 신기록을 수립했다. 이것을 대상으로 한 상으로 알렉세이 그리고리예비치 스타하노프는 가구와 카페트와 그랜드 피아노를 갖춘 방 3개짜리 아파트와, 가족 휴양소 이용권과 지역 공연장 전용 좌석 2석 등을 받았다. 알렉세이 그리고리예비치 스타하노프의 활약은 신문과 포스터를 이용해 전 인민의 전범으로 소개되었고 서방 세계에서도 1935년 12월 16일자 〈타임〉의 표지 인물로 장식되었다.
1936년에서 1941년 알렉세이 그리고리예비치 스타하노프는 모스크바의 산업대학(Промакадемия)에서 수학하였다. 1941년에서 1942년에는 카자흐스탄의 카라간다에 위치한 제31호 탄광 지배인직을 수행하였다. 1943년에서 1957년에는 소비에트사회주의공화국련방 석탄산업부(Народном комиссариате угольной промышленности)에서 근무하였다. 1957년에서 1959년에는 치스차코프 무연탄(Чистяковантрацит) 연합기업소 부지배인을 맡았고 그 후에는 1974년에 은퇴할 때까지 토레즈 무연탄(Торезантрацит) 연합기업소의 제2/43호 광산관리사무소 차석 기술자직을 역임했다.
알렉세이 그리고리예비치 스타하노프는 1기 소비에트 최고회의 대의원이었고 레닌 훈장(1935년 12월 8일 및 1970년 9월 23일), 적기 훈장을 비롯한 많은 훈장을 받았다. 8월 마지막 일요일은 알렉세이 그리고리예비치 스타하노프의 공훈을 기리고자 "석탄 노동자의 날"로 정해졌다.
1977년 알렉세이 그리고리예비치 스타하노프가 죽자 이듬해인 1978년에는 알렉세이 그리고리예비치 스타하노프가 광부로서 일을 시작했던 우크라이나 동부에 있는 도시인 카디옙카가 스타하노프로 개칭되었다.
알렉세이 그리고리예비치 스타하노프의 기록은 국가 전체에 걸쳐 선전되었고 생산 목표량을 초과 달성한 노동자들애개 '스타하노프 노동자(стахановец)' 칭호가 수여되는 스타하노프 운동의 계기가 되었다. 조선민주주의인민공화국도 이것에 영향받아 한국전쟁 중인 1951년에 '로력영웅' 칭호를 제정하였다.

## 기록에 대한 논란
알렉세이 그리고리예비치 스타하노프가 달성한 기록의 신빙성을 대상으로 해서는 당초부터 논란이 있어 왔다. 당대 언론에 알려진 스타하노프의 기록 달성 상황은 다음과 같다:
| “ | 근래 소련의 채탄 기술의 수준에서는 1일 평균 채탄량은 약 250톤이었는데 탄갱부 알렉세이 그리고리예비치 스타하노프는 채탄 기술에 아직 개량할 여지가 많이 있는 것을 고려하고 종래 기술에 관계된 과정에서의 많은 결함을 지적하였다. 그 사람은 우선 종래 채탄 과정에서는 3교대의 노동 단계에서 제1 교대 시간은 오로지 탄갱부의 착암기에 의한 채굴에 소비되고 제2 교대 시간은 채굴된 갱도의 보강공작에 소비되고 제3 교대 시간은 송풍 파이프의 이동과 보강재 운반 등에 소비되는 사실을 관찰하였다. 이같이 3교대에 의한 1일의 노동 행정에서 실제로 채탄에 소비되는 시간은 극히 근소하고 1주 야간에 착암기에 의하여 작업하는 시간은 5시간에서 6시간에 불과하였다. 이 시간과 노동의 쓸데없는 낭비를 방지하고자 알렉세이 그리고리예비치 스타하노프는 기술 개량의 실험을 시작한 것이다. 1935년 8월 31일, 야갱장 "마시로프", 당 올그의 "페토로프", 신문기자인 "미하일"과 보강부 2인과 함께 알렉세이 그리고리예비치 스타하노프는 입갱하였다. 알렉세이 그리고리예비치 스타하노프는 굴착기를 손에 들고 1분도 허비한 일이 없이 계속 채굴하였다. 보강부 2인은 스타하노프의 채굴이 진척되는 배후에서 그 사람들의 보강 공작을 진행하였다. 이같이 하면 5시간과 45분 만에 알렉세이 그리고리예비치 스타하노프의 채탄량은 102톤에 달하였다. 알렉세이 그리고리예비치 스타하노프의 채탄량은 훨씬 종래 개인의 채탄량을 능가하였다. | ” |

1985년 〈뉴욕 타임스〉는 당시 첸트랄나야-이르미노 광산 당 지부장이었던 콘스탄틴 G. 페트로프의 증언을 토대로, 알렉세이 그리고리예비치 스타하노프가 그 기록을 달성한 것은 맞지만 이것은 대중의 사기를 고취하려고 미리 조직된 이벤트였고 기록 경신 과정에서 또 다른 많은 노동자가 알렉세이 그리고리예비치 스타하노프를 도왔다는 기사를 게재하였다. 이 기사를 보면, 당시 첸트랄나야-이르미노 광산은 숙련 노동자와 채탄 장비의 부족으로 계속 생산 할당량을 맞추지 못하고 있었다. 이에 해당 공산당 지부에서는 학력도 낮고 빈농 출신인 알렉세이 그리고리예비치 스타하노프를 회유하여 그 사람을 영웅으로 띄울 이벤트를 기획하였다. 알려진 대로 알렉세이 그리고리예비치 스타하노프가 자발로 채탄 기술 혁신을 고안한 것은 아니었다. 처음에 알렉세이 그리고리예비치 스타하노프의 아내는 남편이 이런 이벤트의 주인공이 되는 것을 완강히 반대하였으나 결국 암소 한 마리를 받고 입을 다무는 데 동의했다고 한다. 결과상으로 다른 노동자들의 전체에 걸쳐 남김없이 완전한 지원 아래 알렉세이 그리고리예비치 스타하노프는 일회성 기록을 달성하였으나 당시 열악한 착암기와 갱내 시설로 이런 무리한 성과를 지속으로 내기는 어려웠다.

## 같이 보기
- 분류:사회주의 노동영웅
- 레이펑

## 참고 문헌
1. ↑  오버리, 리처드 (2008). 《독재자들: 히틀러 대 스탈린, 권력 작동의 비밀》. 교양인. ISBN 978-89-91799-39-4.
2. ↑  “TIME Magazine Cover: Alexei Stakhanov”. TIME. 1935년 12월 16일. 2013년 4월 28일에 원본 문서에서 보존된 문서.
3. ↑  Издательств, В. А.; А. М. Леонтюк (2000). 《Вокруг Сталина: Историко-биографический справочник》. Филологический факультет СПбГУ. ISBN 5-8465-0005-6.
4. ↑  “소련경제계에 주조(主潮)가 된 스타하노프 운동”. 동아일보. 1936년 1월 29일. 8면. 2011년 11월 14일에 확인함.
5. ↑  Sergei Schmemann (1985년 8월 31일). “IN SOVIET, EAGER BEAVER'S LEGEND WORKS OVERTIME”. The New York Times. 2011년 11월 13일에 확인함.